# Paulo Costanzo
Paulo Costanzo (ur. 21 września 1978) – kanadyjski aktor. Najbardziej znany z ról w komedii Ostra jazda, sitcomie Joey oraz serialu medycznym Bananowy doktor.

## Filmografia[1]
- 2016: Długa noc (The Night Of) (miniserial 2016 – ) jako Ray Halle
- 2015: The Expanse (serial TV 2015 – ) jako Shed Garvey
- 2009: Bananowy doktor (Royal Pains) (serial TV 2009 – 2016) jako Evan R Lawson
- 2008: Cierń (Splinter) jako Seth Belzer
- 2006: Zielony zawrót głowy (Everything's Gone Green) jako Ryan
- 2004: Joey (serial TV 2004 – 2006) jako Michael Tribbiani
- 2003: Kasjerzy czy kasiarze? (Scorched) jako Stuart "Stu" Stein
- 2003: Problem z lękiem (A Problem with Fear) jako Laurie
- 2002: 40 dni i 40 nocy (40 Days and 40 Nights) jako Ryan
- 2001: Josie i kociaki (Josie and the Pussycats) jako Alexander Cabot
- 2000: Ostra jazda (Road Trip) jako Rubin Carver
- 1998: Animorphs (serial TV 1998 – 1999) jako Aximili-Esgarrouth-Isthill
- 1998: Wybawcy: Ocalenie (Rescuers: Stories of Courage - Two Couples) (TV) jako Yaakov/Gaston
- 1997: Szaleństwo ojca chrzestnego (The Don's Analyst) (TV) jako młody Vito